# Articulate 360
Articulate 360 је група софтвера и представља модерне  eLearning програме у ком се могу креирати различити садржаји обогаћени аудиовизуелним и мултимедијалним елементима. Најактуелнији софтвери који се користе широм света јесу Rise 360 и Storyline 360.

## RISE 360
Rise 360 је једноставан eLearning софтвер, део је групе софтвера Articulate 360. Користи се за прављење интерактивних онлајн курсева како у пословном, тако и у школском образовном систему. Не захтева преузимање и покретање софтвера на рачунару. Бесплатно коришћење овог програма траје два месеца, а потребно је да се улогујемо са мејлом и шифром. 
На званичном сајту могу се наћи разнолики туторијали који нам помажу да савладамо рад у овом софтверу и тако обогатимо своја дигитална знања.

## Израда курса
У оквиру софтвера Rise 360 израђују се једноставни курсеви који се касније могу поделити корисницима у виду линка или поставити на одређену LMS платформу која би пратила резултате полазника. Сам програм нуди велики број алата, попут флешкартица, као и алата који се користе за писање текста или комбиновања текста и слике. Постоји могућност додавања видеа или аудио звука. Софтвер нуди и опцију израде квиза у циљу обнављања градива. Интересантно је да се курс може направити на било ком језику, а команде се у „подешавањима“ могу прилагодити изабраном језику. Аутор може да бира фонт, насловну страну, назив курса. Неограничено пута га може мењати и допуњавати до коначне верзије.

## STORYLINE 360
Storyline 360, такође, припада групи софтвера Articulate 360. Овај eLearning програм представља прави изазов за дигитални свет и нуди неслућене могућности за израду интерактивних лекција или игрица. Захваљујући овом софтверу појам гејмификације долази до пуног изражаја. За разлику од Rise 360, Storyline 360 је потребно преузети и покренути на свом рачунару.

## Израда курса / игре
У оквиру програма Storyline 360 могуће је користити многобројне алате за израду најмодернијих курсева или игрица. Линк https://articulate.com/360/storyline нам нуди информације о софтверу, а овде https://articulate.com/360/content-library можемо да прегледамо курсеве на разне теме и добијемо идеје за свој. На страници https://community.articulate.com/ можемо да претражујемо сваки појам, односно алат из софтвера за који нам функција није јасна и нађемо одговарајуће информације. За почетнике у овој области постоје и бесплатни шаблони који се могу преузети и допунити како корисник жели. Више појашњења се може наћи на 
https://community.articulate.com/downloads/templates/storyline. 